# Mark Z. Danielewski
Mark Z. Danielewski, né le 5 mars 1966 à New York, est un écrivain américain, essentiellement connu pour son roman La Maison des feuilles.
Il est le fils du réalisateur Tad Danielewski et le frère de la chanteuse Poe.

## Biographie
Mark Z. Danielewski passe son enfance entre l’Afrique, l’Inde, l’Espagne, et la Suisse. Après des études secondaires dans un lycée de l’Utah, il étudie la littérature anglaise à l’université Yale, puis le latin à Berkeley. Enfin, après avoir vécu de petits boulots et voyagé en Europe, il entre dans une école de cinéma de Los Angeles.
Entre 1993 et 1997, il écrit La Maison des feuilles (House of Leaves), un roman autour d'une maison plus grande à l'intérieur qu'à l'extérieur. En 1999, Pantheon Books accepte de le publier et il compte parmi les finalistes du prix Bram Stoker du meilleur premier roman. L'ouvrage paraît en France, dans une traduction de Christophe Claro, chez Denoël en 2002.
En 2000, Mark Z. Danielewski fait une tournée promotionnelle pour son livre et sort Les Lettres de Pelafina (The Whalestoe Letters), complément à La Maison des feuilles.
Il remporte le Young Lions Fiction Award à New York en 2001.
 (mai 2025).
La Maison des feuilles est un livre étrange et complexe, doté d’une mise en page hallucinée, de textes disloqués. Mark Z. Danielewski y mêle plusieurs narrations qui s’entrecroisent jusqu’à brouiller le lecteur en combinant les styles et les genres - passages romancés, mais aussi extraits de magazine, interviews, citations authentiques ou inventées, critiques photographiques...
En 2007 paraît en France O révolutions (en anglais Only Revolutions), récit dense et complexe dont la lecture est rendue difficile par la juxtaposition du récit des deux héros (le livre se lit à l'endroit et/ou à l'envers) et par la présence de notes historiques en marge. Cette œuvre a été largement saluée par la critique pour son audace formelle, mais aussi pour l'extraordinaire poésie de la langue qui témoigne à merveille d'une Amérique dont la raison d'être est le renouvellement perpétuel, la constante fuite en avant.

## Œuvre

### Romans

#### SérieThe Familiar
1. (en) One Rainy Day in May (en), 2015
2. (en) Into the Forest (en), 2015
3. (en) Honeysuckle & Pain, 2016
4. (en) Hades, 2017
5. (en) Redood, 2017

#### Autres romans
- La Maison des feuilles, Denoël, coll. « Denoël & d'ailleurs », 2002 ((en) House of Leaves, 2000), trad. Christophe Claro  (ISBN 2-207-25200-0)
- O révolutions, Denoël, coll. « Denoël & d'ailleurs », 2007 ((en) Only Revolutions, 2006), trad. Christophe Claro  (ISBN 978-2-20725903-0)

### Recueils de nouvelles
- Les Lettres de Pelafina (en), Denoël, coll. « Denoël & d'ailleurs », 2003 ((en) The Whalestoe Letters, 2000), trad. Christophe Claro  (ISBN 2-207-25551-4)
- L'Épée des cinquante ans (en), Denoël, coll. « Denoël & d'ailleurs », 2013 ((en) The Fifty Year Sword, 2005), trad. Héloïse Esquié  (ISBN 978-2-207-11528-2)

### Essais
- (en) The Most Wondrous Book of All, 2000Paru dans Bookforum
- (en) All the Lights of Midnight: Salbatore Nufro Orejón, 'The Physics of Ero^r' and Livia Bassil's 'Psychology of Physics, 2001Paru dans Conjunctions
- (en) Only Evolutions, 2007Paru dans Gulf Coast: A Journal of Literature and Fine Arts